# Leticia Spiller
Leticia Spiller Pena (Rio de Janeiro, 19 de junho de 1973) é uma atriz brasileira. Conhecida por seus trabalhos nas mais variadas áreas do entretenimento, sobretudo na televisão, ela é ganhadora de vários prêmios, incluindo um Prêmio Extra e três Prêmios Contigo!, além de ter recebido indicações para dois Troféus Imprensa.
Spiller iniciou sua carreira na década de 1980 atuando no teatro amador no colégio onde estudava, ainda em sua adolescência. Ela estudou atuação no teatro O Tablado. Ganhou notoriedade ao integrar o time de assistentes de palco do programa Xou da Xuxa, na TV Globo. Mas o reconhecimento como atriz aconteceu em 1994 quando ela atuou na novela Quatro por Quatro, da TV Globo, como a protagonista Babalu. Sua personagem se tornou muito popular, sendo uma das mais memoráveis em sua carreira, e ela venceu diversos prêmios, além de receber uma indicação ao Troféu Imprensa de revelação do ano.
Desde então, passou a ser requisitada para vários outros projetos. Em 1996, protagonizou a primeira fase da novela O Rei do Gado. Em 1999, interpretou sua primeira grande vilã na novela Suave Veneno, no papel de Maria Regina ela recebeu muitos elogios, vencendo o Prêmio Extra e sendo indicada ao Troféu Imprensa de melhor atriz. Em 2000, ela voltou ao posto de protagonista na novela Esplendor. Outros trabalhos importantes marcaram sua carreira, como a heroína Diana em Sabor da Paixão (2002), a ambiciosa Viviane em Senhora do Destino (2004), a perua Maria Eva em Duas Caras (2007), a moderna Betina em Viver a Vida (2009), a vilã Soraya em I Love Paraisópolis (2015) e a primeira-dama Marilda em O Sétimo Guardião (2018).

## Biografia
Começou a carreira como atriz em teatro amador, em 1985, no Colégio Sagrado Coração de Maria, onde estudou. Cursou o teatro O Tablado, com o professor Bernardo Jablonski e participou do "Grupo Pessoal do Tom", com Roberto Bomtempo e Roney Vilella. Em 1989, para pagar seus estudos no teatro, entrou para o programa Xou da Xuxa, da Rede Globo, como a Paquita Pituxa Pastel. Letícia ficou como Paquita da Xuxa entre 1989 à 1992.
Em 1990 começou a participar do "Grupo Porão", sediado no Teatro Villa-Lobos, onde desenvolveu uma linguagem pessoal através de investigações cênicas, físicas e vocais. Fez parte deste Grupo até 1994, quando começou a gravar a novela Quatro por Quatro de Carlos Lombardi. Após algumas participações especiais em 1992 no humorístico Os Trapalhões, Leticia fez a estreia em telenovelas ao interpretar a personagem Debbie, uma pequena participação, em Despedida de Solteiro. Em seguida, foi cursar a Oficina de Atores da Globo. Após apenas quinze dias após ter iniciado a Oficina, foi convidada a participar da telenovela Quatro por Quatro. Com a desistência da atriz Adriana Esteves, Leticia ganhou o seu primeiro papel principal, em 1994, quando a atriz estreou como Babalu, uma das protagonistas daquela telenovela das sete. A personagem de Leticia, assim como sua interpretação, foram considerados destaques da novela, transformando a cabeleireira Babalu na personagem mais popular da obra escrita por Carlos Lombardi e uma das mais populares no contexto das telenovelas da década de 90. Seus trejeitos, maneira de andar e roupas eram copiadas pelas meninas da época.[carece de fontes?]
Em 1996 interpretou a personagem Giovanna, na primeira fase da telenovela O Rei do Gado. No ano de 1997 atuou em Zazá, como a cozinheira Beatriz, mais uma vez fazendo par com o então marido Marcello Novaes. Em 1999, Leticia voltou à televisão como a grande vilã Maria Regina, em Suave Veneno. Foi quando precisou cortar os cabelos e pintá-los de preto. Inicialmente foi muito criticada pelos exageros na interpretação da personagem, mas no decorrer da trama, Maria Regina acabou superando as críticas, sendo considerado uma das melhores atuações na trama. Sobre isso, José Wilker disse em entrevista: "É muito bom o trabalho de Leticia Spiller. Ela foi massacrada pela imprensa e, de repente, surpreendeu-me pela maturidade. Com apenas 25 anos, ouviu tudo com a cabeça erguida e, em seguida, reavaliou o que estava fazendo. Hoje, acho que ela faz um dos melhores trabalhos dessa novela."
Com o sucesso de sua personagem anterior, Leticia foi convidada para protagonizar Esplendor, telenovela exibida no horário das 18h, em 2000. No ano seguinte a atriz precisou recusar o papel de Jade, a protagonista de O Clone - que acabou ficando com Giovanna Antonelli -, porque estava em processo de produção do espetáculo teatral O Falcão e o Imperador, em que foi responsável pela adaptação do texto, produção, direção e atuação, ao lado da artista Jac Fagundes. Baseado na obra do grego Nikos Kazantzakis e do persa Rumi, o espetáculo foi apresentado em diversas cidades brasileiras e é descrito pela atriz como o trabalho de sua vida. Leticia afastou-se da televisão por um ano porque precisou raspar os cabelos em virtude do personagem Falcão na peça. Em seguida, fez o espetáculo A Leve, o Próximo Nome da Terra, de Hamilton Vaz Pereira.
Voltou à televisão em 2002, quando interpretou mais uma protagonista das 18h, a Diana de Sabor da Paixão. Em 2004 foi convidada por Aguinaldo Silva para participar de Senhora do Destino, trama exibida às 20 horas. Leticia deu vida a antagonista Viviane Perón, ambiciosa primeira-dama da Vila de São Miguel e apaixonada esposa de Reginaldo, interpretado por Eduardo Moscovis. Leticia afirmou em uma entrevista que se inspirou em Lady Macbeth, de Shakespeare, para compor seu papel.[carece de fontes?]
No cinema atuou em Oriundi (1999), ao lado de Anthony Quinn. Anthony e Leticia cultivaram uma estreita amizade e Leticia recebeu muitos ensinamentos. Em 2000 atuou como Mindinha a segunda esposa do compositor Heitor Villa-Lobos, em Villa-Lobos, Uma Vida de Paixão (2000). Em 2002 viveu a personagem-título de A Paixão de Jacobina. Participou ainda de dois curtas-metragens: o premiado O Pulso (1997), de José Pedro Goulart, e O Problema (2004), em que foi dirigida por Frederico Benedini e repetiu a parceria com Eduardo Moscovis.
Em 2006 a atriz foi convidada pela autora Gloria Perez a integrar o elenco da minissérie Amazônia, de Galvez a Chico Mendes, exibida pela Rede Globo em 2007. Participou como Anália, esposa infiel que contava com o consentimento do marido. Posteriormente, esteve em cartaz com a peça Isadora Duncan, sobre a vida da bailarina norte-americana homônima, considerada a pioneira da dança moderna. O espetáculo contou com a direção de Bibi Ferreira e texto de Aguinaldo Silva.

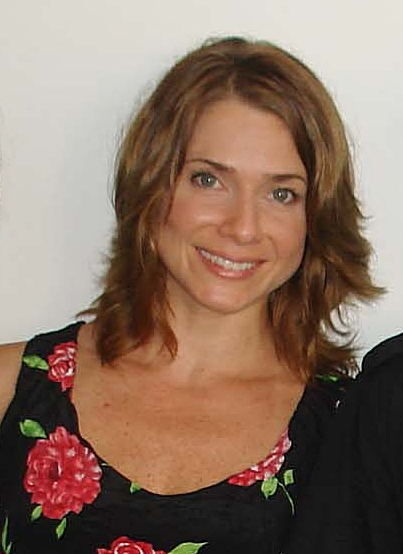
Em 2008.

No fim de 2007, fez parte da novela das 20h, Duas Caras, no papel da perua Maria Eva Duarte. Em 2009, depois de um ano longe das novelas, trabalhou pela primeira vez com o autor Manoel Carlos, em Viver a Vida. Leticia interpretou Betina, uma mulher avançada e moderna, às voltas com a infidelidade do marido, que a trai com a própria prima, e o namoro da filha adolescente. Atuou na 19.ª temporada de Malhação, que foi ao ar de 29 de agosto de 2011 a 10 de agosto de 2012. Em 2011, após o nascimento de sua filha Stella, participou do espetáculo teatral Outside, um Musical Noir, inspirado em um poema do músico David Bowie, interpretando a personagem Peggy Gugenheim.
Em 2012, fez parte do elenco de Salve Jorge, como Antônia, uma ex-modelo falida, casada com Celso, personagem de Caco Ciocler. Em crise, o casal acaba se divorciando depois que ela resolver retomar a carreira. Em 2013, viveu a dançarina e cantora Lola Gardel da novela das 18 horas Joia Rara de Thelma Guedes e Duca Rachid. Em 2014 viveu a ex-secretária Gilda na novela das 18 horas Boogie Oogie de Rui Vilhena. No ano de 2015 interpreta Soraya Brenner, em I Love Paraisópolis, esposa de Gabo (Henri Castelli) e mãe de Benjamin (Mauricio Destri).
Depois de sua participação na novela, ensaia e estreia em janeiro de 2016, no Espaço Tom Jobim (Jardim Botânico), no Rio de Janeiro, a peça Doroteia - Uma Farsa Irresponsável em Três Atos, seu primeiro espetáculo da obra de Nelson Rodrigues e direção de Jorge Farjalla. Interpretando o papel-título ao lado de Rosamaria Murtinho, a peça foi considerado um sucesso pela crítica e realizou pequena temporada, viajando por algumas cidades brasileiras.[carece de fontes?] Em 2016, vive a conflituosa Lenitta, na novela Sol Nascente, novamente atuando com o ex-marido Marcello Novaes, que interpreta seu par romântico, Vittorio.
Em 2018, integra o elenco principal da novela O Sétimo Guardião, retomando a parceria com o autor Aguinaldo Silva, onde surge no papel da fútil Marilda, primeira dama da cidade fictícia serro azul, uma divertida socialite totalmente obcecada por juventude e que surpreende a todos por sua beleza, que utiliza de uma fonte de águas mágicas para manter-se jovem, sendo um dos papéis centrais da trama.

### Música
Desde 2017, Spiller é uma das integrantes do "Coletivo El Camino", grupo que nasceu da união de seis artistas de lugares diferentes; seus espetáculos envolvem teatro, música, artes plásticas e literatura. A trupe é formada pelo designer e fotógrafo Flávio Jardim, a atriz e artista plástica Maureen Miranda, o músico e compositor Neco Yaros, o ator Adriano Petermann e o músico e compositor Pablo Vares. Em 2019, e integra o duo "Lo Que Hay", ao lado do namorado, Pablo Vares.

## Vida pessoal
Em 1995 começou a namorar o ator Marcello Novaes, com quem foi morar junto no mesmo ano, após alguns meses de namoro. O casal permaneceu em união até 2000. Juntos, têm um filho, o também ator Pedro Pena Novaes, nascido em 17 de outubro de 1996. Após outros relacionamentos, iniciou um namoro em 2007 com o diretor Lucas Loureiro. Ambos foram viver juntos em 2009. Em 20 de janeiro de 2011 nasceu a filha do casal, Stella Pena Loureiro. Em 2016 o casal separou-se. 
Seus dois filhos nasceram de parto normal, no Rio de Janeiro. Desde sua segunda separação Leticia é vista eventualmente em relacionamentos afetivos casuais.
Pelo lado materno, tem ascendência austríaca, e do paterno, portuguesa e espanhola. Leticia é católica e o seu irmão, Eduardo, é sacerdote.[carece de fontes?]

## Filmografia

### Televisão
| Ano       | Trabalho/Obra                      | Personagem                                      | Nota                                                          |
| --------- | ---------------------------------- | ----------------------------------------------- | ------------------------------------------------------------- |
| 1989–1991 | Xou da Xuxa                        | Paquita (assistente de palco)                   |                                                               |
| 1989      | Bobeou Dançou                      | Paquita (assistente de palco)                   |                                                               |
| 1991      | El Show de Xuxa                    | Paquita (assistente de palco)                   |                                                               |
| 1992      | Xuxa Park (versão espanhola)       | Paquita (assistente de palco)                   |                                                               |
| 1992      | Despedida de Solteiro              | Debbie                                          |                                                               |
| 1993      | Os Trapalhões                      | Querência                                       |                                                               |
| 1994      | Quatro por Quatro                  | Barbarela Lourdes de Almeida (Babalu)           |                                                               |
| 1995      | Cara & Coroa                       | Camila                                          | Episódios: "12–13 de outubro"                                 |
| 1996      | O Rei do Gado                      | Giovanna Berdinazzi                             | Episódios: "17–25 de junho"                                   |
| 1997      | Zazá                               | Beatriz Soffer                                  |                                                               |
| 1998      | Mulher                             | Mariana                                         |                                                               |
| 1999      | Suave Veneno                       | Maria Regina Bergantes de Cerqueira e Figueira  |                                                               |
| 2000      | Esplendor                          | Flávia Cristina Sampaio                         |                                                               |
| 2001      | A Grande Família                   | Sofia                                           | Episódios: "Mamãe Subiu no Telhado" e "Quem Manda Aqui é Ela" |
| 2002      | Sabor da Paixão                    | Diana Coelho                                    |                                                               |
| 2003      | Sítio do Picapau Amarelo           | Gavita                                          | Episódios: "Os Bandeirantes"                                  |
| 2003      | Kubanacan                          | Laura / Adelaide Labarca                        |                                                               |
| 2004      | Senhora do Destino                 | Viviane Fontes Ferreira da Silva / Vivian Perón |                                                               |
| 2005      | Cidade dos Homens                  | Ela mesma                                       | Episódio: "Em Algum Lugar do Futuro"                          |
| 2005      | Quem vai ficar com Mário?          | Sabrina                                         | Especial de fim de ano                                        |
| 2006      | Xuxa 20 Anos                       | Ela mesma                                       | Especial de fim de ano                                        |
| 2007      | Amazônia, de Galvez a Chico Mendes | Anália                                          |                                                               |
| 2007      | Linha Direta                       | Sylvia Thibau                                   | Episódio: "Nelson Rodrigues"                                  |
| 2007      | Duas Caras                         | Maria Eva Monteiro Duarte                       |                                                               |
| 2009      | Viver a Vida                       | Betina Trindade de Araújo Rocha                 |                                                               |
| 2010      | Afinal, o Que Querem as Mulheres?  | Sophia                                          |                                                               |
| 2011      | Malhação Conectados                | Laura Guimarães de Oliveira                     |                                                               |
| 2012      | Salve Jorge                        | Antônia Alcântara Flores Galvão                 |                                                               |
| 2013      | Joia Rara                          | Dolores Gardel (Lola)                           |                                                               |
| 2014      | Boogie Oogie                       | Gilda Antunes                                   |                                                               |
| 2015      | I Love Paraisópolis                | Soraya Maria de Albuquerque Brenner             |                                                               |
| 2016      | Sol Nascente                       | Helena de Freitas (Lenita)                      |                                                               |
| 2017      | Os Dias Eram Assim                 | Monique Sampaio Pereira                         |                                                               |
| 2018      | O Sétimo Guardião                  | Marilda Rocha                                   |                                                               |
| 2023      | Cidade Invisível                   | Matinta Perera                                  |                                                               |
| 2023      | A História Delas                   | Isabel                                          |                                                               |
| 2024      | Pra Sempre Paquitas                | Ela mesma                                       |                                                               |
| 2025      | Ninguém como Tu                    | Beatriz Paiva Calado                            |                                                               |

### Cinema
| Ano  | Título                                     | Personagem                        | Nota |
| ---- | ------------------------------------------ | --------------------------------- | ---- |
| 1990 | Lua de Cristal                             | Fada e Estudante de Música        |      |
| 1990 | Sonho de Verão                             | Leticia                           |      |
| 1991 | Gaúcho Negro                               | Adriana                           |      |
| 1997 | O Pulso                                    | Elisabeth                         |      |
| 2000 | Oriundi                                    | Caterina Padovani/ Sofia D'Angelo |      |
| 2000 | Villa-Lobos - Uma Vida de Paixão           | Mindinha                          |      |
| 2002 | A Paixão de Jacobina                       | Jacobina Mentz Maurer             |      |
| 2002 | Xuxa e os Duendes 2 - No Caminho das Fadas | Fada                              |      |
| 2007 | Xuxa em Sonho de Menina                    | Mãe de Kikinha                    |      |
| 2010 | De Corpo Inteiro                           | Clarice Lispector                 |      |
| 2009 | Flordelis - Basta uma Palavra para Mudar   | Volúcia                           |      |
| 2011 | O Gerente                                  | Leticia                           |      |
| 2011 | Desenrola                                  | Virgínia                          |      |
| 2013 | O Inventor de Sonhos                       | Noémie Thierry                    |      |
| 2014 | O Casamento de Gorete                      | Rochana                           |      |
| 2015 | Tudo Que Deus Criou                        | Maura                             |      |
| 2019 | Eu Sou Brasileiro                          | Dra. Márcia                       |      |
| 2019 | Jorginho Guinle: $ó se Vive Uma Vez        | Fraulein Emmy                     |      |
| 2022 | Nunca Fomos Tão Modernos                   | Marina                            |      |
| 2023 | Um Ano Inesquecível - Inverno              | Flávia Fontes                     |      |
| 2024 | Dano Moral                                 | Delegada Dora                     |      |

## Teatro
| Ano       | Título                                             | Personagem              | Nota                    |
| --------- | -------------------------------------------------- | ----------------------- | ----------------------- |
| 1993–1994 | Peer Gynt                                          | Anita                   |                         |
| 1995–1996 | Abelardo e Heloisa                                 | Heloisa                 |                         |
| 2000–2004 | O Falcão e o Imperador                             | Deus / Falcão           | também direção/produção |
| 2004      | A Leve, o Próximo Nome da Terra                    | Marlene                 |                         |
| 2007      | Isadora Duncan - É Dançando que a Gente se Aprende | Isadora Duncan / Aurora |                         |
| 2009      | Bodas de Sangue                                    | A Noiva                 |                         |
| 2010–2011 | Outside, Um Musical Noir                           | Peggy Guggenheim        |                         |
| 2013–2015 | Edypop                                             | Jocasta                 |                         |
| 2016–2017 | Dorotéia                                           | Dorotéia                |                         |
| 2016–2018 | Não Deveria se Chamar                              | Cantora                 |                         |
| 2018      | Punho Fechado                                      | Performance             |                         |
| 2018      | InFusión - Flamenco e Sul América                  | Cantora                 |                         |
| 2019      | ZORRO – Nasce Uma Lenda                            | Inez                    |                         |

## Discografia

### Singles
| Título                                                   | Ano  | Álbum                         |
| -------------------------------------------------------- | ---- | ----------------------------- |
| "Repousar" (Pélico part. Leticia Spiller & Carú Ricardo) | 2015 | Euforia                       |
| "Lua Cheia" (Dienis part. Leticia Spiller)               | 2019 | Não adicionado a nenhum álbum |
| "Quimera" (Pablo Vares part. Leticia Spiller)            | 2020 | Não adicionado a nenhum álbum |

### Vídeos musicais
| Título         | Ano  | Artista        |
| -------------- | ---- | -------------- |
| "Não Vá"       | 2009 | Rodrigo Santos |
| "Somente Nela" | 2015 | Paulinho Moska |

| Título     | Ano  | Artista     |
| ---------- | ---- | ----------- |
| "Corrente" | 2018 | Banda Fauze |

## Literatura
| Ano  | Título      | Editora       |
| ---- | ----------- | ------------- |
| 2017 | Carol       | Catatau       |
| 2018 | Mais de Mim | Abajour Books |

## Prêmios e indicações
| Ano  | Prêmio                                         | Categoria                                  | Nomeações                | Resultado |
| ---- | ---------------------------------------------- | ------------------------------------------ | ------------------------ | --------- |
| 1994 | Prêmio TV Press                                | Melhor Atriz Revelação                     | Quatro por Quatro        | Venceu    |
| 1995 | Troféu Imprensa[carece de fontes?]             | Melhor Revelação                           | Quatro por Quatro        | Indicada  |
| 1995 | Prêmio Melhores da Revista da TV               | Revelação Feminina                         | Quatro por Quatro        | Venceu    |
| 1996 | Prêmio Contigo! de TV                          | Melhor Atriz Revelação                     | Quatro por Quatro        | Venceu    |
| 1996 | Prêmio Contigo! de TV                          | Melhor Par Romântico (com Marcelo Novaes)  | Quatro por Quatro        | Venceu    |
| 1996 | Prêmio Sated                                   | Ator/Atriz Revelação                       | Quatro por Quatro        | Venceu    |
| 1997 | Prêmio Contigo! de TV                          | Melhor Par Romântico (com Leonardo Brício) | O Rei do Gado            | Venceu    |
| 1999 | Prêmio Extra de Televisão                      | Melhor Atriz                               | Suave Veneno             | Venceu    |
| 1999 | Festival de Cinema e TV de Natal               | Atriz                                      | Suave Veneno             | Venceu    |
| 2000 | Troféu Imprensa[carece de fontes?]             | Melhor Atriz                               | Suave Veneno             | Indicada  |
| 2003 | Prêmio Contigo! de TV                          | Melhor Atriz                               | Sabor da Paixão          | Indicada  |
| 2003 | Prêmio Contigo! de TV                          | Melhor Par Romântico (com Marcelo Novaes)  | Sabor da Paixão          | Indicada  |
| 2011 | Prêmio FITA - Festival Internacional de Teatro | Melhor Atriz                               | Outside, Um Musical Noir | Indicada  |
| 2013 | Prêmio Contigo! de TV                          | Melhor Atriz Coadjuvante                   | Salve Jorge              | Indicada  |
| 2013 | Troféu Top Of Business                         | Destaques do ano                           | Salve Jorge              | Venceu    |
| 2013 | Troféu Inspiração do Amanhã                    | Homenagem                                  | Salve Jorge              | Venceu    |
| 2015 | Festcine Barra do Piraí                        | Melhor Atriz                               | O Casamento de Gorete    | Venceu    |
| 2015 | Troféu UOL TV e Famosos                        | Melhor Atriz                               | I Love Paraisópolis      | Indicado  |
| 2016 | Troféu Nelson Rodrigues                        | Artes Cênicas                              | Dorotéia                 | Venceu    |
| 2024 | Los Angeles Brazilian Film Festival            | Melhor Atriz                               | Inexplicável             | Venceu    |